# آ مدیهالی
آ مدیهالی (به لاتین: A Medihalli) یک روستا در هند است که در کارناتاکا واقع شده‌است.